# Abdullah af Pahang
Tengku Abdullah ibni Sultan Ahmad Shah (født 30. juli 1959 i Pekan, Pahang) er den sjette Sultan af Pahang. Fra 2019 er han også den sekstende konge (Yang di-Pertuan Agong) af Malaysia.